# Nagymagyar
Nagymagyar (szlovákul Zlaté Klasy, korábban Rastice / Veľký Mager, németül Gross-Magerdorf) nagyközség Szlovákiában, a Nagyszombati kerületben, a Dunaszerdahelyi járásban. Templomát a Csallóköz legnagyobb méretű szakrális építményei közé sorolják.

## Fekvése
Somorjától 14 km-re északkeletre, a Felső-Csallóközben fekszik.

## Története
Nagymagyart 1239-ben "Mogor" alakban említik először. 1281-ben "Magari", 1352-ben "Nogmagyar", 1354-ben "Egyhazasmagyary" néven szerepel a korabeli forrásokban. Pozsony várának uradalmához tartozott, majd több nemesi család birtoka. 1553-ban részben a pozsonyi klarissza kolostor, részben a Csorba, Illyés és Olgyai családoké, valamint a pálosoké. Ekkor 13 portája adózott. A 17. századtól nagyobbrészt a klarisszáké, akik többi csallóközi birtokaikat is innen igazgatták. A település 1699-ben mezővárosi rangot kapott vásártartási joggal. A 18. században már sörgyára volt. A 19. században az Eszterházy, a Zichy, a Batthyány és Pálffy családok birtoka. 1706-ban itt kelt át Guido von Starhemberg csapataival Esztergom visszafoglalására. 1720-ban malma és 6 adózó portája volt. 1828-ban 182 házában 1301 lakos élt.
Kismagyart 1313-ban "Morchamogor", 1359-ben "Kysmagary" néven említik. Nagymagyar határában keletkezett a 14. században. Nemesi község volt. 1828-ban 67 házában 488 lakos élt.
Vályi András szerint "Kis, és Nagy Magyar. Ez Nemes, és Portális magyar mező Város, másik N. Magyar falu Posony Várm. Kis Magyarnak földes Urai többek, Nagy Magyarnak pedig a’ Religyiói Kintstár, és más Urak is, Kis Magyar, Nagy Magyarnak filiája, lakosai katolikusok, fekszenek egymáshoz közel, d. Gombának, n. ny. Csákánynak szomszédságokban, a’ kis Duna N. Magyarnak határján foly, ’s Mérges nevű erdővel bír, határjok középszerű. A. F. és Újvári pusztákat árendálják, Kis Magyar, fa, és rét nélkűl szűkölködik, ’s határja is szűk."
Fényes Elek szerint "Magyar (Nagy), Gross Magendorf, népes magyar falu, Poson vmegyében, a Csalóközben, ut. p. Posonhoz 3, Csötörtökhöz északra 1 mfd. 753 kath., 3 evang., 7 ref., 285 zsidó lak., kik közt számos mesterember és kereskedő találtatik. Van kath. paroch. temploma, több uri épületei; sörháza, vendégfogadója, országos vásár. Szántófölde termékeny; rétje kevés, juha sok. F. u. gr. Eszterházy Vinczéné, Takács s m t"
A trianoni békeszerződésig Pozsony vármegye Somorjai járásához tartozott.
Nagymagyar (Rastice), Csenke (Čenkovce) és Vajasvata (Maslovce) falvakat 1960-ban egyesítették Zlaté Klasy (magyarul Aranykalász) néven. 1993-ban Csenke önállósult, majd 2007-ben népszavazás eredményeként Vajasvata elszakadt Nagymagyartól és Csenkéhez csatlakozott.

## Népessége
| Év:            | 1994. | 2004.    | 2014.   | 2024.   |
| -------------- | ----- | -------- | ------- | ------- |
| Emberek száma: | 3164  | 3604     | 3584    | 3542    |
| Eltérés:       |       | +13,90 % | -0,55 % | -1,17 % |

| Év:            | 2023. | 2024.   |
| -------------- | ----- | ------- |
| Emberek száma: | 3570  | 3542    |
| Eltérés:       |       | -0,78 % |

1880-ban 1275 lakosából 1135 magyar, 40 német és 13 szlovák anyanyelvű volt. Ebből 870 római katolikus, 379 izraelita, 21 evangélikus és 5 református vallású volt.
1890-ben 1212 lakosából 1005 magyar és 12 szlovák anyanyelvű volt.
1900-ban 1353 lakosából 1268 magyar és 34 szlovák anyanyelvű volt.
1910-ben 1325 lakosából 1292 magyar, 24 német, 5 szlovák és 4 egyéb anyanyelvű volt.
1921-ben 1419 lakosából 1231 magyar, 152 zsidó, 17 csehszlovák és 3 német volt. Ebből 1121 római katolikus, 292 izraelita, 4 evangélikus és 2 református vallású volt.
1930-ban 1638 lakosából 1223 magyar és 145 csehszlovák volt.
1941-ben 1785 lakosából 1670 magyar, 94 szlovák, 10 egyéb és 1 német nemzetiségű volt.
1970-ben Nagymagyar 3076 lakosából 2717 magyar és 349 szlovák volt. (Csenkével és Vajasvatával együtt)
1980-ban Nagymagyar 3644 lakosából 3177 magyar és 426 szlovák volt. (Csenkével és Vajasvatával együtt)
1991-ben 3723 lakosából 3148 magyar és 448 szlovák volt. (Csenkével és Vajasvatával együtt)
2001-ben 3475 lakosából 2352 magyar, 853 szlovák és 247 cigány volt. (Vajasvatával együtt)
2011-ben 3571 lakosából 1563 magyar, 1242 szlovák és 649 cigány volt. Ebből 1363 magyar, 1333 cigány és 730 szlovák anyanyelvű volt.
2021-ben 3611 lakosából 1154 (+53) magyar, 1234 (+92) szlovák, 905 (+200) cigány, (+1) ruszin, 15 egyéb és 303 ismeretlen nemzetiségű volt.

## Neves személyek
- Itt született 1839-ben Révész Nándor könyvkereskedő, aradi tanár, biztosító intézeti főügynök.
- Itt született 1910-ben Hantos László közgazdasági szakíró, publicista.
- Itt született 1943-ban Santora András hegedümüvész.
- Darnai László György 1625-ben itt volt lelkész.
- Itt szolgált Számord Ignác (1857-1934) római katolikus plébános.
- Itt szolgált Zirig Árpád (1940) felvidéki magyar költő, író, pedagógus.
- Itt szolgált Brach Sámuel nagymagyari rabbi.

## Nevezetességei
- A Szent Kereszt Felmagasztalására szentelt római katolikus temploma 1886-ban a 15. századi késő gótikus templom helyén épült. Oltárképét Feszty Masa festette.
- Lourdes-i kápolnája 1740-ben épült.
- Klasszicista kúria a 19. század első feléből.
- A temetőben található Leszkai Sándor 1848-as honvédhadnagy sírja.

## Gazdasága
A Helyi Nemzeti Bizottság (az egykori községi hivatal) által alapított kisüzemi szolgáltatások az 1980-as évek végén már 120 személynek biztosított megélhetést.

## Testvértelepülések
- Ecser, Magyarország

## Külső hivatkozások
- Községinfó
- Nagymagyar Szlovákia térképén
- Nagymagyar mint búcsújáróhely
- Travelatlas.sk
- E-obce.sk Archiválva 2011. október 10-i dátummal a Wayback Machine-ben